# Nándor Mikola
Nándor József Mikola (ursprungligen Mikolajcsik), född 27 november 1911 i Budapest, död 3 maj 2006 i Vasa, var en ungersk-finländsk målare. 
Mikola studerade vid Magyar Iparművészeti Főiskola 1928–1932, vid Magyar Képzőművészeti Főiskola i Budapest 1930 och vid grafikinstitutet i Wien 1935. Han flyttade 1936 till Finland för att måla restaurang Hungarias väggmålningar, och bosatte sig följande år i Vasa, där han blev reklamtecknare för Lassila & Tikanoja. Han bedrev även studier vid Centralskolan för konstflit 1936–1937 och vid Académie André Lhote i Paris 1953. 
Mikola, som höll sin första utställning 1940, ägnade sig nästan uteslutande åt akvarellmåleri, i företrädesvis blå och gula toner, med naturmotiv, blommor och träd. Han har ofta kallats "de finländska akvarellisternas fader". På 1970-talet fann han också det abstrakta bildspråket. En museistiftelse som bar hans namn grundades 1994 för att förvalta ett akvarellmuseum i tullhuset i Vasa. Museet invigdes 1995, men tvingades upphöra med sin verksamhet 2004, sedan Vasa stad började inreda huset till ett museum för modern konst. Han erhöll ungerska och finländska utmärkelser och professors titel 1979. 